# عبدالعلی خراسانی
میرزا عبدالعلی خراسانی فرزند محمد حسن، از فضلا، شعرا و خوشنویسان صاحب‌نام در خط نسخ در دوره قاجار می‌باشد. وی مدتی از ندیمان حضور فتحعلی‌شاه قاجار بوده و به حسن صفات و ظرافت و نکته دانی معروف بوده است. 
پدرش میرزا محمد حسن خراسانی از علمای عصر بود که به‌خواهش محمدتقی خان بیگلربیکی یزد از خراسان به یزد مهاجرت کرد و در مدرسه تقی خان مشغول به تدریس شد. در همانجا ازدواج کرد و میرزا عبدالعلی در آن شهر به دنیا آمد.
میرزا عبدالعلی تحصیلات مقدماتی را نزد پدر خود گذراند و به مشق خط پرداخت و خط نسخ را به حد عالی رساند. چنانچه بعضی خط او را بر احمد نیریزی بزرگترین نسخ‌نویس ایرانی، ترجیح داده‌اند. وی در سایر خطوط چون نستعلیق، شکسته و رقاع نیز تبحر داشت و در شکسته می‌توان او را از اساتید فن دانست.
میرزا عبدالعلی خراسانی شعر نیز می‌گفت و«کوکب» تخلص می‌کرد. 
فتحعلی‌شاه او را از یزد به تهران احظار کرد. اما در میان راه در شیراز به نوبه غشی مبتلا شد و در سال ۱۲۳۸ ه‍.ق درگذشت.